# Província de Hyūga
Hyūga (日向国, Hyūga no kuni) foi uma antiga província do Japão na costa leste de Kyūshū, correspondendo à atual prefeitura de Miyazaki. Hyūga fazia fronteira com as províncias de Bungo, Higo, Ōsumi e  Satsuma.

Mapa das províncias japonesas (1868) com a província de Hyūga em destaque

A antiga capital ficava próxima a Saito.

## Recorte histórico
No 3º mês do 6º ano da era Wadō  (713), a terra de Hyūga-no kuni foi administrativamente separada da Província de Ōsumi (大隈国).  No mesmo ano, o ‘’Daijō-kan’’ da Imperatriz Genmei continuou a fazer alterações no mapa das províncias do Período Nara.
Em Wadō 6, Mimasaka  (美作国) foi separada de Bizen (備前国); e Tanba (丹波国) foi dividida de Tango (丹後国).  Em Wadō 5 (712), Mutsu (陸奥国) foi separada de Dewa (出羽国).
Durante o Período Sengoku, a área era frequentemente dividida entre um feudo ao norte nos arredores do castelo de Agata (perto da atual Nobeoka), e um feudo ao sul nos arredores do castelo de Obi, perto da atual Nichinan. O feudo do sul foi governado pelo clã Shimazu da vizinha Satsuma por boa parte do período.

### Leitura complementar
- Titsingh, Isaac, ed. (1834). [Siyun-sai Rin-siyo, 1652], Nipon o daï itsi ran; ou, Annales des empereurs du Japon.  Paris: Oriental Translation Fund of Great Britain and Ireland.--Click for digitzed, full-text copy of this book (in French).